# Pep Poblet
Pep Poblet (Vic, 1962) músic de llarg recorregut, 40 Anys de carrera professional, 7 discs propis, gires al costat de Lluís Llach (Un Pont de Mar Blava, Porrera) Manuel Carrasco (Quiéreme) David Bisbal (Corazón Latino / Buleria / Premonición) Victor Manuel i Ana Belén (Tal para Cual), ha format part de grups com Duble Buble, la Salseta del Poble Sec o l'Orquestra Maravella. Ha participat en i ha col·laborat en concerts i gravacions de Sopa de Cabra, Lax & Busto, Ja T'ho Diré, Pau Riba, Beth, Nina, Port Bo, Rosa Lopez, etc.

## Col·laboracions

### Televisió
En Televisió va formar part de la Banda del Terrat als programes de TV3 d'Andreu Buenafuente (del 1996 al 2004) i també en les bandes dels programes Operación Triunfo, Bailas o qué, ¡Mira quién baila!. Durant les temporades 2019/2020 juntas a JOAN TENA participàven en el programa BEN TROBATS de LA XARXA.

## Gravacions
Com a músic de gravació ha enregistrat més de 100 discs a més de gravacions tant per a publicitat, ràdio, TV, i bandes sonores de pel·lícules. Va rebre el "Premi Osonenc de l'any" 2003 com a personatge més popular de la comarca d'Osona. Del 2002 al 2008 va acompanyar a David Bisbal en totes les gires de l'artista. L'any 2008 va presentar en gira el concert de l'obra “Officium Defunctorum” amb la Coral Regina sota la direcció de Jordi Lluch. El 2009 va actuar en els actes de celebració de la Champions League al Camp Nou i en la inauguració del nou estadi del RCD Espanyol.
L'any 1999 edita el seu primer CD en solitari "Viatges" amb col·laboracions de luxe com Lluís Llach, Lucrecia, Txell Sust o Cris Juanico, arribant a finalista als Premios de la Música. El 2001 treu seu segon disc titulat "Blau" amb col·laboracions com la de David Broza i Kathy Autrey. “3” apareix al mercat l'any 2006, produït com els altres per Xavi Ibáñez, amb la novetat de l'autoedició i venda a través d'internet, i “Saxology” amb un duet amb el saxofonista Llibert Fortuny al tema que dona nom al disc. La cançó "Pas a Pas" ha estat escollit com a sintonia de la volta a Catalunya 2011.

Els anys 2012 i 2015 va participar en els projectes de la Simfònica de Cobla i Corda de Catalunya "Llegendes del Cinema" i "The Very Best".
L'any 2020 va celebrar els 40 anys de carrera professional.
Actualment ofereix els espectacles "WEDDINGSAX", "SAXSESSIONS", "SAXsejant el VERMUT", el concert didactic "VET AQUI UN SAXO" I amb el músic i cantant Joan Tena porten en directe "CANÇONS AMB HISTÒRIA".

## Discografia
| Disc            | Any  |
| --------------- | ---- |
| Viatges         | 2000 |
| Blau            | 2001 |
| 3               | 2006 |
| Saxology        | 2010 |
| Versió Original | 2013 |
| Elles           | 2015 |
| #enCantats      | 2017 |